# 愛媛県立医療技術短期大学
愛媛県立医療技術短期大学（えひめけんりついりょうぎじゅつたんきだいがく、英語: Ehime College of Health Science）は、愛媛県伊予郡砥部町高尾田543に本部を置いていた日本の公立大学である。1988年に設置され、2007年に廃止された。大学の略称は医技短（いぎたん）。

## 概要

### 大学全体
- 愛媛県伊予郡砥部町に所在した日本の公立短期大学で、設置主体は愛媛県。
- 1988年に3つの学科を擁して開学[注 1]。1991年より2専攻からなる専攻科が開始。以後、学科数の増減なし。
- 2004年度の入学生を最後に[注釈 3]、2007年に短期大学としての使命を終える[注釈 4]。

### 教育および研究
- 愛媛県立医療技術短期大学は学名通り、医療技術者の養成に力を入れており、愛媛県立中央病院・愛媛大学医学部附属病院・松山記念病院での臨床実習も取り入れられていた。
- 一般教育科目では、ユニークな科目として演劇を通して人が人に心を伝える楽しさを学ぶ「表現法」があった。

### 学風および特色
- 愛媛県立医療技術短期大学は、 四国で初めての公立医療系短大として設置された。
- 6月20日が開学記念日となっていた[8]。

## 沿革
- 1987年
  - 12月23日 左記を以て文部省[注 2]より短期大学の設置が認可される[9]。
- 1988年
  - 4月1日 愛媛県立医療技術短期大学が以下の学科体制にて開学[注 3]
    - 第一看護学科 入学定員50名
    - 第二看護学科 入学定員50名
    - 臨床検査学科 入学定員20名
- 1991年
  - 4月1日 専攻科の設置が認められ、以下の課程を設ける[注 4]。
  - 地域看護学専攻 入学定員30名[注 5]
  - 助産学専攻 入学定員20名[注 6]
- 2003年
  - 4月1日 以下の学科については、この年度で学生募集を最終とする[注 7]。
    - 第一看護学科
    - 臨床検査学科
- 2004年
  - 4月1日 この年度で短期大学としての学生募集を最終とする[注釈 3]。
- 2007年
  - 3月31日 左記をもって正式に廃止となる[注釈 4]。

## 基礎データ

### 所在地
- 愛媛県伊予郡砥部町高尾田543[注釈 1]

### 象徴
- 愛媛県立医療技術短期大学のカレッジマークは空を飛ぶ鳥をイメージしているが、これは未来への飛翔を意味したものでもあった[注 8]。

### 年度別学生数
- 学生総数はその該当年度の5月1日時点でのデータである。

| -        | 第一看護学科 | 第二看護学科 | 臨床検査学科 | 出典     |
| -------- | ------------ | ------------ | ------------ | -------- |
| 入学定員 | **           | **           | **           | -        |
| 総定員   | **           | **           | **           | -        |
| 1988年   | 男2 女48     | 女50         | 男3 女17     | [ 18 ]   |
| 1989年   | 男2 女97     | 男1 女99     | 男4 女36     | [ 19 ]   |
| 1990年   | 男3 女143    | 男1 女102    | 男5 女55     | [ 20 ]   |
| 1991年   | 男1 女147    | 女98         | 男2 女58     | [ 21 ]   |
| 1992年   | 男1 女150    | 女100        | 男3 女57     | [ 注 9 ] |
| 1993年   | 男2 女148    | 女101        | 男3 女56     | [ 24 ]   |
| 1994年   | 男3 女149    | 女99         | 男5 女53     | [ 25 ]   |
| 1995年   | 男6 女145    | 男3 女98     | 男4 女55     | [ 26 ]   |
| 1996年   | 男6 女137    | 男3 女99     | 男6 女54     | [ 27 ]   |
| 1997年   | 男8 女139    | 女102        | 男7 女53     | [ 28 ]   |
| 1998年   | 男8 女145    | 男2 女103    | 男7 女53     | [ 29 ]   |
| 1999年   | 男7 女146    | 男2 女99     | 男10 女54    | [ 30 ]   |

## 教育および研究

### 組織

#### 学科
- 第一看護学科 入学定員50名[注釈 5]
- 第二看護学科 入学定員50名
- 臨床検査学科 入学定員20名[注釈 5]

#### 専攻科
- 地域看護学専攻 入学定員30名[注釈 6]
- 助産学専攻 入学定員20名[注釈 6]

#### 別科
- なし

#### 取得資格について
受験資格
- 看護師
  - 第一看護学科
  - 第二看護学科
- 臨床検査技師：臨床検査学科
- 保健師：専攻科地域看護学専攻
- 助産師：専攻科助産学専攻

### 研究
- 『愛媛県立医療技術短期大学紀要』[注釈 2]

## 学生生活

### 部活動・クラブ活動・サークル活動
- 愛媛県立医療技術短期大学で活動していたクラブ活動[8]
  - 体育系：バドミントン・バレーボール・ボウリング・テニスほか
  - 文化系：茶道・手話・マルチメディア・カラオケ・囲碁将棋ほか。

### 学園祭
- 愛媛県立医療技術短期大学の学園祭は単に「学生祭」と呼ばれていた。実施は概ね10月となっていた[8]。

## 施設

### キャンパス
- 設備：北棟・南棟があり、それらを結ぶ渡り廊下があっ[8]。

### 学生食堂
- 愛媛県立医療技術短期大学の学生食堂（学食）は、収容定員が100名となっていた[8]。

### 寮
- 愛媛県立医療技術短期大学には学生寮は設置されていなかった[8]。

## 社会との関わり

### 卒業後の進路について

#### 就職について
- 全体的には、愛媛大学医学部附属病院をはじめとした医療機関での専門職に就く人が大半だったが、臨床検査学科では三浦工業などの一般企業における検査技師として働く人もいる[8]。

#### 編入学･進学実績
- 看護系の学科卒業生は、専攻科へ進学する人もいた。それ以外の進路先としては以下のものがある。
  - 第一看護学科：広島大学・香川医科大学・愛媛大学ほか。
  - 第二看護学科：高知医科大学ほか。
  - 臨床検査学科：大阪大学ほか。

## 関連サイト
- 大学の沿革